# Santa Anna (nave)
La Santa Anna fu una caracca di proprietà dell'ordine religioso cavalleresco dei Cavalieri Ospitalieri, in servizio dal 1522 al 1540. La caratteristica principale che la distingueva dalla navi del periodo era lo scafo rivestito di piombo. Secondo taluni storici tale rivestimento aveva la funzione di corazzatura, e per questo talvolta è annoverata tra i primi esempi di nave corazzata.
Secondo altri, si trattava più semplicemente di un espediente per aumentare la tenuta stagna.

## Caratteristiche tecniche
La carena della Santa Anna era completamente rivestita con lastre di piombo. Sopra la linea di galleggiamento, due dei sei ponti erano anch'essi coperti da lastre di piombo, fissate allo scafo in legno con chiodi di bronzo.
La nave fu progettata per ospitare, oltre ai membri dell'equipaggio, circa 500 soldati, e presentava vaste cabine. La caracca ospitava una fucina, dove tre fabbri potevano effettuare lavori di manutenzione anche in mare aperto. Erano inoltre presenti un mulino e diversi forni, al fine di rifornire l'equipaggio con pane fresco. A bordo era inoltre presente un giardino e vasi di fiori erano appesi allo specchio di poppa.

## Servizio
La Santa Anna fu varata a Nizza il 21 dicembre 1522, il giorno prima della caduta di Rodi, dove i Cavalieri Ospitalieri si arresero agli ottomani.
Giunta a Malta, nel 1531, la Santa Anna si scontrò con uno squadrone ottomano di 25 navi.
Un anno più tardi, prese parte alla spedizione contro il Peloponneso, ai comandi di Andrea Doria, durante la quale furono conquistate Corone, Patrasso e le fortezze turche che proteggevano l'ingresso al Golfo di Corinto.
Nel 1535 prese parte alla vittoriosa campagna condotta dalla flotta spagnola di Carlo V contro Tunisi, dove gli spagnoli riuscirono a catturare oltre 100 navi del corsaro Barbarossa.
La potenza di fuoco della Santa Anna contribuì in modo significativo alla presa della fortezza di La Goletta, che controllava l'ingresso al porto.
Temporaneamente, la caracca fu impiegata anche come nave cargo per il trasporto di frumentograno, dimostrando una notevole capacità di carico, pari a 900 tonnellate.
A soli diciotto anni dal varo, nel 1540, su ordine del Gran Maestro Juan de Homedes, la Santa Anna fu disarmata ed abbandonata.